# 회령탄광선

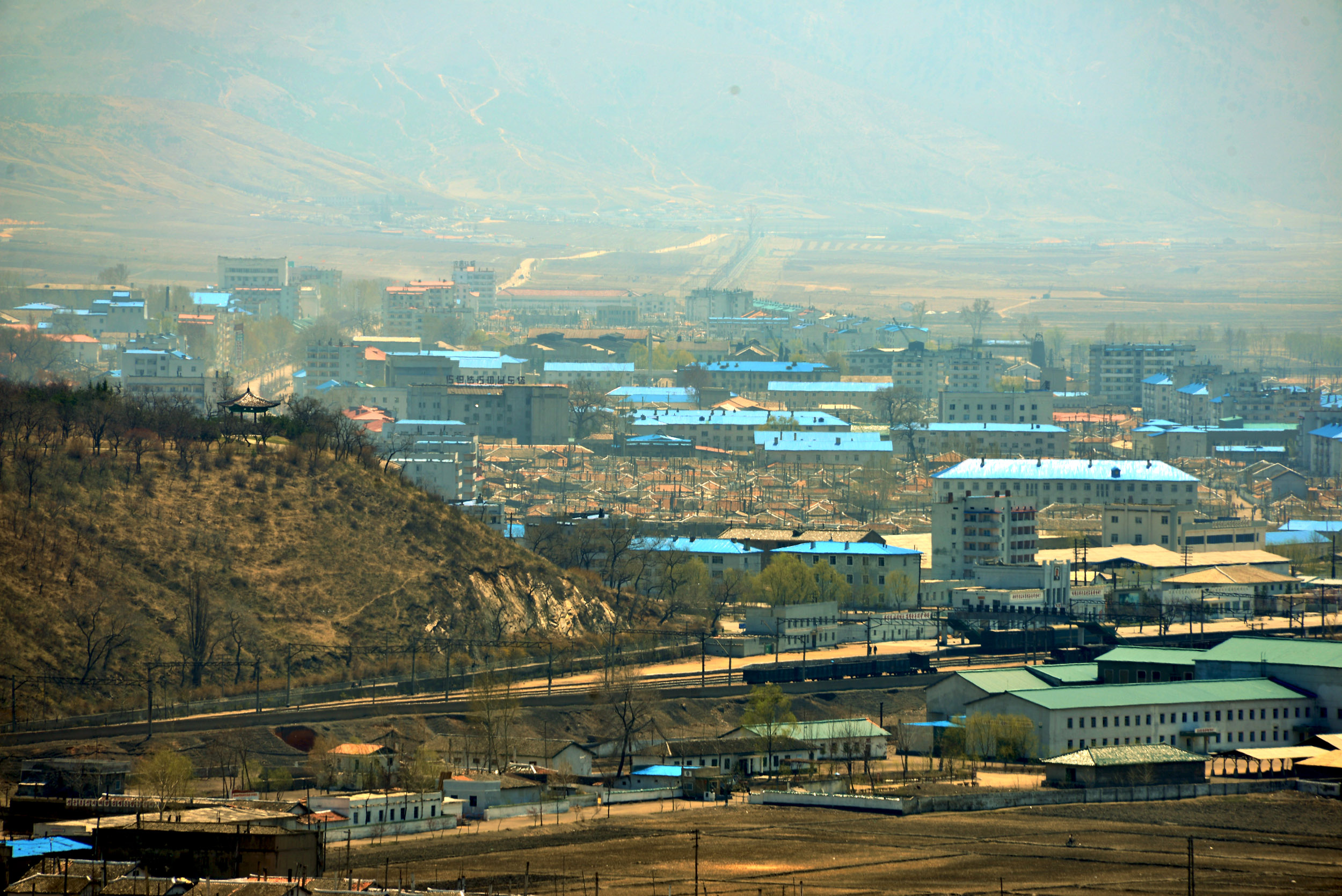

회령탄광선(會寧炭鑛線)은 함북선의 회령청년역과 유선역 사이에 부설된, 조선민주주의인민공화국의 철도이다.

## 노선 정보
- 구간과 거리 : 회령청년역~유선역 10.6km
- 역 수 : 2개(양단역 포함)
- 궤도 간격 : 1435mm(표준궤)
- 전철화 구간 : 없음
- 복선 구간 : 없음
- 폐역 정보

- 봉의역(鳳儀驛) : 회령청년역 기점 9.2km 지점에 존재하였음.
- 계림역(鷄林驛) : 회령청년역 기점 11.7km 지점에 존재하였음.

## 역사
- 1928년 8월 11일 : 회령역과 계림역 구간 개통[1]
- 1932년 12월 21일 : 계림역과 신계림역 구간 개통[2]
- 1933년 10월 1일 : 선로의 유지보수, 운수영업, 부대업무가 함경선의 업무와 함께 남만주철도에 위탁됨[3]
- 1938년 5월 1일 : 계림역을 유선역, 신계림역을 계림역으로 개칭.
- 1940년 7월 1일 : 조선총독부에 관할권이 환원됨[4]
- 일자 불명 : 유선역과 계림역 간 폐지

## 역 목록
- 회령청년역(會寧靑年驛)
- 영수역(永綏驛)
- 유선역(遊仙驛)